# Chartella papyracea
Espèce
Synonymes
- Flustra papyracea Ellis & Solander, 1786[3]

La Petite flustre (Chartella papyracea) ou Chartelle est une  espèce d'ectoproctes de la famille des Flustridae.

## Habitat et répartition

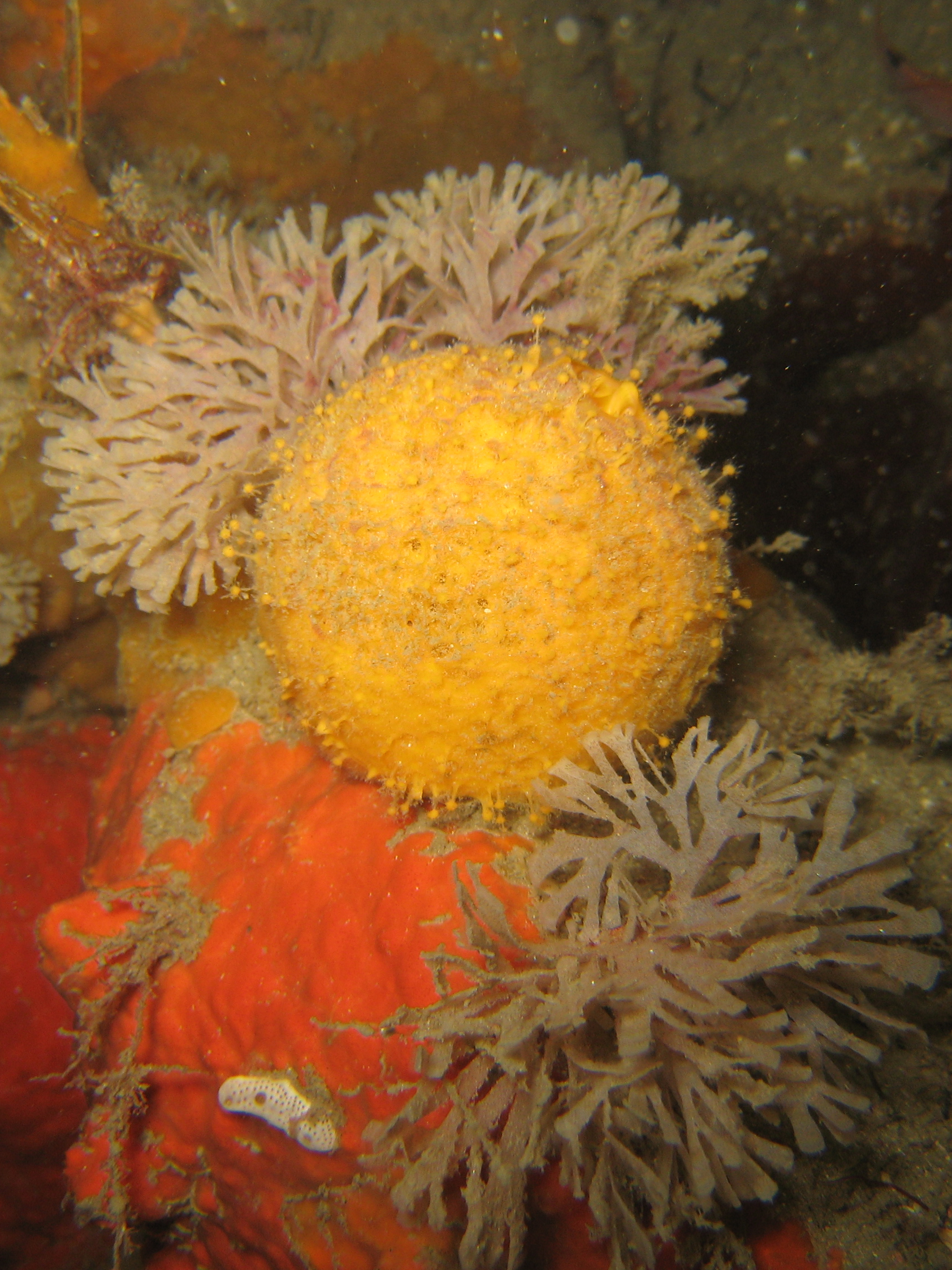
Tethya citrina entouré de colonies de Chartella papyracea en Manche.

Chartella papyracea est une espèce marine. Elle est présente en Atlantique Nord-Est, depuis le sud de la mer du Nord et la mer d'Irlande, jusqu’au Portugal. On la trouve en Manche et dans le golfe de Gascogne.

### Description originale
- (en) J. Ellis et D. Solander, The Natural History of many curious and uncommon Zoophytes, collected from various parts of the Globe. Systematically arranged and described by the late Daniel Solander, Londres, Benjamin White & Son, 1786, 206 p. (lire en ligne), p. 13